# Дождевая капля (десерт)
Торт «Дождевая капля» — десерт, приготовленный из воды и агара, который должен напоминать дождевую каплю. Впервые он стал популярным в Японии в 2014 году, а позже привлек международное внимание.

## История
Первоначально японский десерт, известный как мидзу синген моти (яп.水玄餅). Блюдо является эволюцией традиционного японского десерта синген моти (яп.玄餅).

### Синген Моти
Синген моти был впервые создан в качестве экстренного блюда в эпоху Сэнгоку дайме Такэдой Сингеном. Оно было сделано с помощью рисовой муки и сахара.

### Мидзу Синген Моти
В современной Японии местные жители Хокуто-те начали добавлять в десерт свежую минеральную воду. Компания Kinseiken Seika в префектуре Яманаси была одним из первых магазинов, который делал это в выходные дни.
Мидзу означает «вода», а синген моти — разновидность сладкого рисового пирога (моти), производимого компанией «Кинсейкен».Годом ранее, в 2013 году, создатель хотел изучить идею создания съедобной воды.Десерт стал вирусной сенсацией, и люди совершали специальные поездки, чтобы попробовать это блюдо.
Даррен Вонг представил это блюдо Соединенным Штатам в Нью-Йорке на продовольственной ярмарке в Сморгасбурге в апреле 2016 года. Вскоре после этого лондонский ресторан Yamagoya четыре месяца работал над разработкой другой версии.

## Описание
Блюдо готовится из минеральной воды и агара, поэтому в нём практически нет калорий. Вода для оригинального блюда была получена с горы Кайкома в Южных японских Альпах, и её описывают как слегка сладковатую на вкус. Агар — это вегетарианская /веганская альтернатива желатину, который получают из морских водорослей.После нагрева его формуют и охлаждают.В качестве начинки используется сироп, похожий на патоку, называемый куромицу, и соевая мука, называемая кинако. Блюдо выглядит как прозрачная дождевая капля, хотя его также сравнивают с грудными имплантатами и медузами.Практически безвкусный десерт тает, когда попадает в рот, и его нужно есть быстро, иначе он растает и начнет испаряться через двадцать минут.
Десерт также продается в наборах для приготовления в домашних условиях. Он был продемонстрирован основными американскими СМИ на Today Show, BuzzFeed и ABC News.